# Noszlopi Botond
Noszlopi Botond (Csíkszereda, 1983. március 15. –) költő, író, jogász.

## Életpálya
Középiskolai tanulmányait szülővárosában végezte, utána Kolozsváron politológiát, Budapesten jogot, esztétikát és teológiát hallgatott. Egyetemi évei alatt ösztöndíjakból tartotta el magát. Végzettsége szerint jogász.
A húszas éveitől jelentek meg versei erdélyi és magyarországi folyóiratokban. 2006-ban Csendrappszódia című verseskötetéért elnyerte az Erdélyi Magyar Írók Ligájának Méhes György-debütdíját, melyet évről évre a legígéretesebb pályakezdő szerzőnek ítél oda a szervezet. „Ez nem egy vidám könyv. A hitetlenség, a visszafogott cinizmus versei ezek, de van bennük bőven önirónia is” – méltatta Noszlopi kötetét Farkas Wellmann Endre. A kötetben található versek formai pallérozottságát számos kritikus kiemelte. 
Ezt követő második könyvét, mely a Szórakoztatás mesterfoka címet viseli, szintén számos recenzióban méltatták, jóllehet a tartalom is jóval szelídebbé vált, a testiség „megéneklése” helyére a filozófia, a belső szemlélődés és az önkeresés került.
2012-ben napvilágot látott a Gyorstalpaló online póker című könyve, amely tanácsokat tartalmaz mindazok számára, akik a póker íratlan és látatlan szabályait akarják megtanulni.
Harmadik verseskötete a Leállósáv címet viseli.
2018-ban egy 53 egyperces novellát tartalmazó kötettel is jelentkezett, melynek címe Örkény besírna. A Magyar Idők lap a következőt írja róla: "A megsokszorozott, >a groteszkben megtükröztetett< valóságnak persze előbb-utóbb csodahányadosa is lesz, és váratlanul beleláthatunk egy aberrált mókus lelkivilágába vagy egy macska hatodik élete utáni feltámadásának cseppet sem különös procedúrájába, váratlanul rácsodálkozhatunk a vidéki élet káromkodásvezérelte napi rutinjára, vagy részünk lehet egy kellemes álomparalízisben is."
Noszlopi alkotói tevékenysége mellett irodalomszervezéssel is foglalkozott. Több évig házigazdája és moderátora volt a budapesti Balassi Intézeten belül működő Márton Áron Szakkollégiumban megrendezett irodalmi esteknek. Vendége volt számos kortárs író, költő és irodalomtudós, többek között Bodor Ádám, Fried István, Grecsó Krisztián, Kányádi Sándor, Murányi Sándor Olivér, Orbán János Dénes, Szőcs Géza, Térey János.

## Kötetei
- Csendrappszódia (versek, 2006, Erdély Híradó Kiadó, Előretolt helyőrség könyvek sorozat)
- Szórakoztatás mesterfoka (versek, 2011, Erdélyi Híradó Kiadó)
- Gyorstalpaló online póker (2012, Irodalmi Jelen Könyvek, Irodalmi jelen könyvek sorozat)
- Leállósáv (versek, 2016, Erdélyi Híradó Kiadó és a Fiatal Írók Szövetségének közös gondozásában, Hortus conclusus sorozat)
- Örkény besírna. Ötvenhárom perc; Előretolt Helyőrség Íróakadémia, Bp., 2018

## Díjai
- Méhes György-debütdíj (2006, Erdélyi Magyar Írók Ligája)